# Kriegerdenkmal (Dietrichingen)
Das Kriegerdenkmal in Dietrichingen fungiert als Tor des örtlichen Friedhofs. Es steht unter Denkmalschutz.

## Geschichte
Das Bauwerk wurde nach dem Ersten Weltkrieg errichtet.

## Beschreibung
Es wird die Mär vom „im Felde unbesiegt“ der Dolchstoßlegende General Ludendorffs auf den Friedhof in Dietrichingen transportiert:
»DENNOCH SIEG! | 1914 1918«
Auffallend ist dabei, dass dieses sowie die Kriegerdenkmäler in Hornbach sowie Mauschbach nicht nur relativ spät – in der zweiten Hälfte der 1930er Jahre – entstanden und auf Monumentalität ausgelegt sind, sondern offensichtlich auch die gleiche Architekten-Handschrift aufweisen und räumlich dicht beieinander in der Südwestecke des Landkreises liegen.
Die Toten des Zweiten Weltkrieges werden mit ihren Kameraden des Ersten unter das Motto »DENNOCH SIEG« gestellt.